# مریلند فدرالیست
مریلند فدرالیست (به انگلیسی: Maryland Federalist) یک کشتی است که طول آن ۱۵ فوت (۴٫۶ متر) می‌باشد. این کشتی در سال ۱۷۸۸ ساخته شد.